# Toup

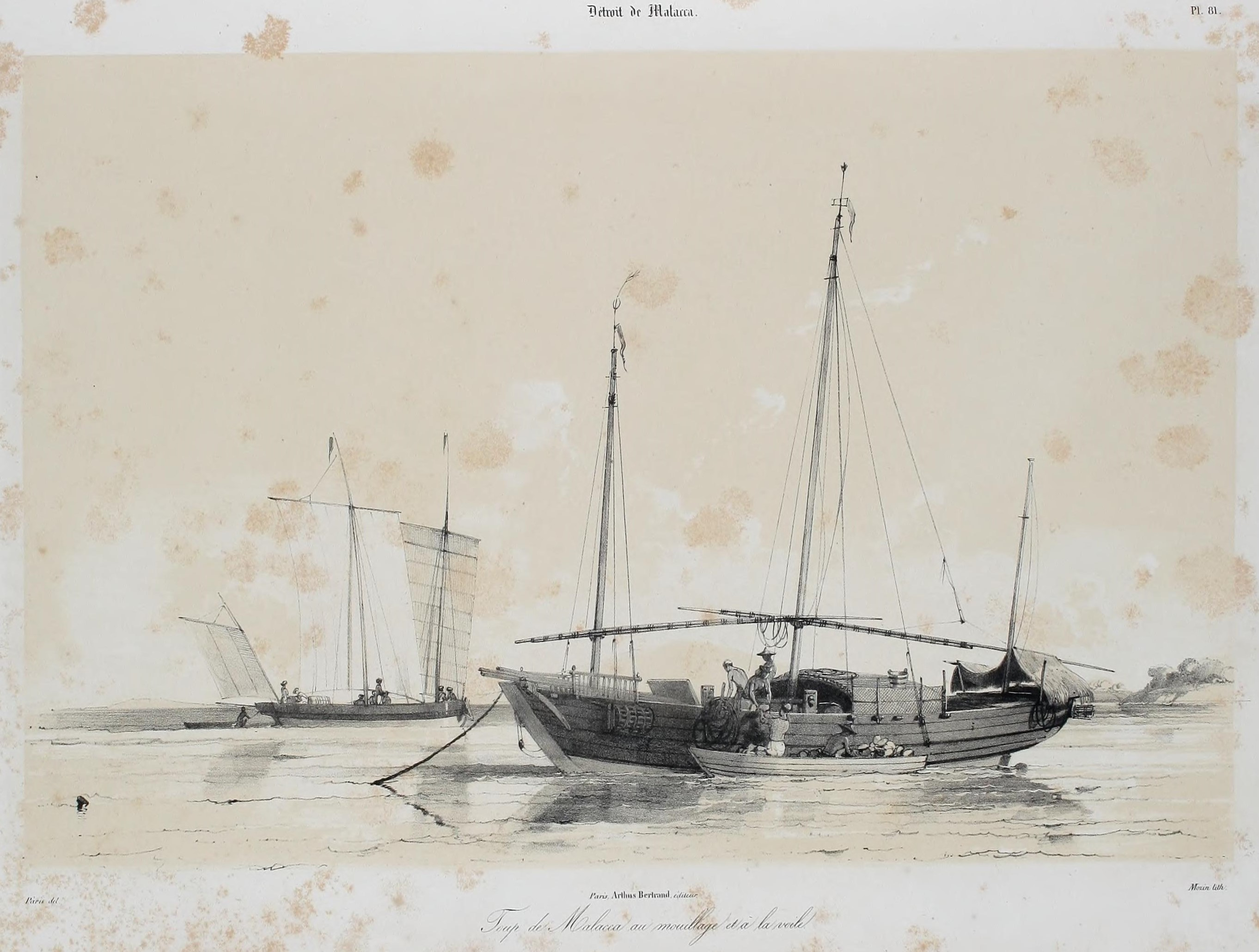
Toop dans le détroit de Malacca (1841).

Un toup (également appelé toop, prao toop ou perahu toop) est un type de grand voilier malais construit dans les Indes orientales entre le XVIIIe et le début du  XXe siècle plus grand qu'un padewakang et possédant un gréement mixte local et européen, contrairement au padewakang à voile tanja.
Il possède deux à trois mâts gréés en voile tanja, au tiers ou à corne. Ce type de bateau, proche d'un chasse marée occidental avec des voiles au tiers hautes et étroites, est couramment utilisé pour le cabotage et les expéditions sur de longue distance.

## Historique

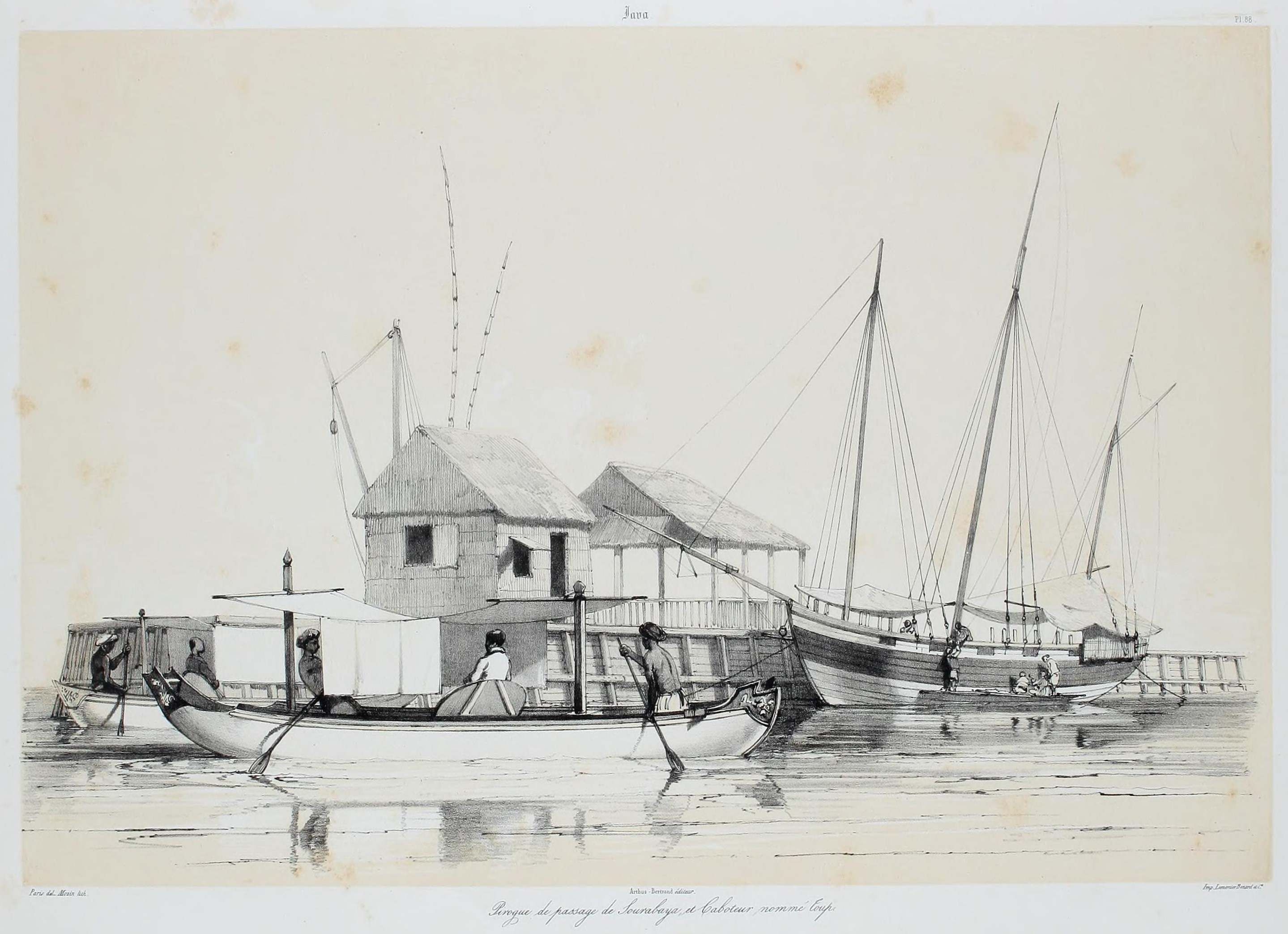
Toop à quai (Surabaya, 1841)

Apparu à la fin du XVIIIe siècle et construit dans des chantiers navals locaux, ce type de bateau est l’un des résultats de l’incorporation des technologies «occidentales» et «nusantaran» qui ont débuté dans les chantiers navals des sociétés de négoce européennes des XVIIe et XVIIIe siècles. Dans la première moitié du XIXe siècle, ce type de bateau de cabotage est le plus utilisé par les marins et les commerçants à Nusantara dont la majorité appartiennent à des marchands de la région ouest de Nusantara.
Des toups à coque occidentale ont été utilisés par les Néerlandais pour être armé en navire de guerre dans cette région.

## Description

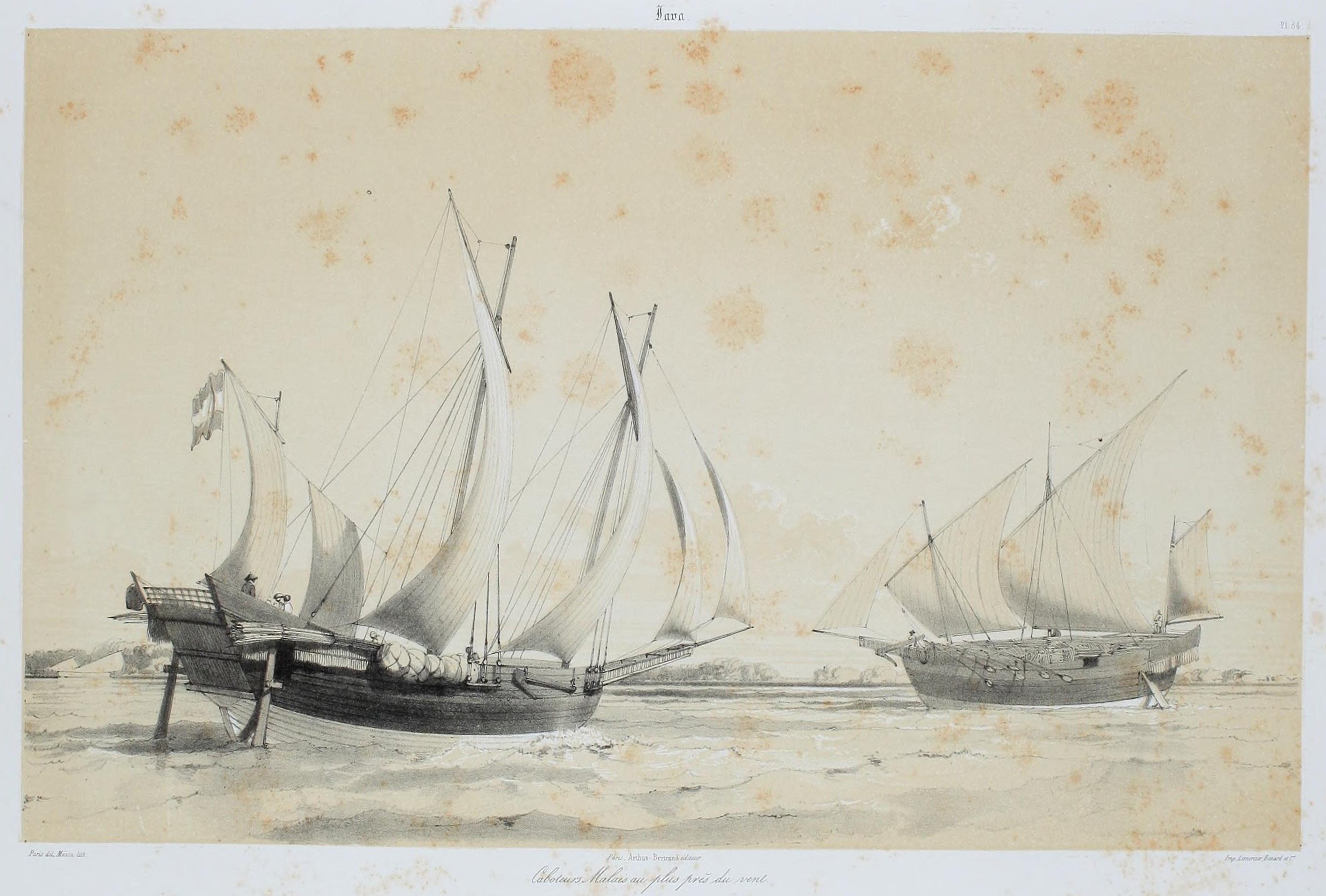
Deux caboteurs malais à Java (1841)

### Gréement
Un toup possède deux à trois mâts constitués d'un élément unique qui a été renforcé avec des haubans similaires aux attachements des mâts européens. Ce type de bateau pouvait être équipé parfois aussi des rames.
C'est l'hybridation qui caractérise le toup et le distingue du padewakang. Le gréement du toup est un mélange de typologie locale (voile tanja, parfois lattées de bambou) et européenne (grande voile au tiers, voile à corne ou à livarde),, proche d'un chasse marée.
Le gréement est le même sur le grand-mât et le mât de misaine (pour les trois-mâts), grée avec de grande voiles trapézoïdales tanja ou au tiers. Le mât d'artimon généralement grée avec une voile à corne.
À l'avant le toup est équipé de focs de style européen, jusqu'à quatre fixés au beaupré.

### Coque
La plupart de ces bateaux sont fabriqués en utilisant la même technique que ceux utilisés pour construire des navires européens : Fixation de la charpente à la quille avant la fixation du bordage extérieur. La coque dispose d'un tableau arrière et la forme de la coque est plus similaire aux voiliers européens qu'aux bateaux Nusantarans, cependant, différentes illustrations et descriptions ont montré des variations de la coque :
- Il existe des coques de type européen, avec des poupes rectangulaires et un gouvernail central ;
- il existe des bateaux à proue similaires aux navires européens, mais utilisant un double gouvernail latéral et un pont arrière similaire à un padewakang.

### Capacité et taille
La capacité de charge est d'environ 40 à 60 koyans (96,8 à 145 tonnes métriques), la plus grande étant de 100 koyans (241,9 tonnes métriques).
Les Bugis, utilisent un type préférentiellement de toup proche d'un padewakang. Les toups sont de grande taille que les padewakang et utilisés chez les Bugis que pour le commerce. Ils disposent de deux à trois mâts avec un gréement est de style européen, et qui porte une sorte de voile à livarde.

### Annexe
Certains d'entre eux ont également remorqué un sloop derrière qui pourrait transporter tout l'équipage, et charger et décharger le bateau sans quai.